# Mizan Zainal Abidin
Al Wathiqu Billah, Al-Sultan Mizan Zainal Abidin Ibni Almarhum Al-Sultan Mahmud Al-Muktafi Billah Shah Al-Haj es el decimoséptimo sultán del estado de Terengganu, Malasia, y fue el decimotercer "Yang di-Pertuan Agong" (rey de Malasia). Constitucionalmente, era el jefe de Estado de Malasia.

## Infancia y formación
Nació el 22 de enero de 1962 en Istana Al-Muktafi en Kuala Terengganu (estado de Terengganu). Es hijo del Sultán Mahmud Al-Muktafi Billah Shah y de su tercera esposa, Ampuan Bariah. Ha sido el primer rey de Malasia que ha nacido después de la independencia de Malasia que fue colonia del Reino Unido.
Su formación universitaria fue en Australia y en Gran Bretaña; en 1998 sucedió a su padre, Mahmud Al-Muktafi Billah Shah, como sultán de Terengganu y el 13 de diciembre de 2006 se convirtió en el XIII Yang di-Pertuan Agong (rey) de Malasia al suceder a Tuanku Syed Sirajuddin, rajá de Perlis. Él fue investido monarca de Malasia en una ceremonia solemne que tuvo lugar el 26 de abril de 2007.

## Matrimonio y descendencia
El sultán Mizan Zainal Abidin contrajo matrimonio con Rozita binti Adil Bakeri, hoy Sultana Nur Zahirah, el 28 de marzo de 1996 en Kuala Terengganu. La pareja ha tenido cuatro hijos:
- Tengku Nadhirah Zaharah; n.  18 de diciembre de 1996.
- Tengku Muhammad Ismail; n. 1 de marzo de 1998.
- Tengku Muhammad Mu'az; n. 22 de diciembre de 2000.
- Tengku Fatimatuz Zahra'; n. 19 de abril de 2002.

| Predecesor: Sirajuddin de Perlis | Yang di-Pertuan Agong (Rey de Malasia) 2006 - 2011 | Sucesor: Abdul Halim |

- Datos: Q299530